# Tour de Normandie
Die Tour de Normandie (dt. Normandie-Rundfahrt) ist ein französisches Radrennen.
Die Tour de Normandie ist ein Etappenrennen, das durch die gleichnamige französische Region Normandie im Nordwesten Frankreichs führt. Sie wurde zum ersten Mal 1939 ausgetragen und danach 1955, 1957 und  1958. Seit 1981 wird die Rundfahrt regelmäßig im jährlichen Rhythmus ausgetragen. Seit 2005 zählt das Rennen zur UCI Europe Tour und ist in die Kategorie 2.2 eingestuft. Rekordsieger sind der Yvan Frebert und Kai Reus, die die Rundfahrt jeweils zweimal gewinnen konnten.

## Siegerliste
- 1939  Guilaume Godere
- 1940-1954 nicht ausgetragen
- 1955  Amand Audaire
- 1956 nicht ausgetragen
- 1957  Pierre Gouget
- 1958  Joseph Wasko
- 1959-1980 nicht ausgetragen
- 1981  Michel Riou
- 1982  Daniel Levaeu
- 1983  Yvan Frebert
- 1984  Mario Kummer
- 1985  Paul Curran
- 1986  Nentscho Stajkow
- 1987  Yvan Frebert
- 1988  Wjatscheslaw Jekimow
- 1989  Sébastien Flicher
- 1990  Dimitri Jdanow
- 1991  Stéphane Heulot
- 1992  Thierry Dupuis
- 1993  Emmanuel Mallet
- 1994  Saulius Sarkauskas
- 1995  Ole-Sigurd Simensen
- 1996  Frédéric Pontier
- 1997  Glenn Magnusson
- 1998  Torsten Schmidt
- 1999  Steffen Kjærgaard
- 2000  Ludovic Auger
- 2001  Thor Hushovd
- 2002  Jérôme Pineau
- 2003  Samuel Dumoulin
- 2004  Thomas Dekker
- 2005  Kai Reus
- 2006  Kai Reus
- 2007  Martijn Maaskant
- 2008  Antoine Dalibard
- 2009  Bram Schmitz
- 2010  Ronan van Zandbeek
- 2011  Alexandre Blain
- 2012  Jérôme Cousin
- 2013  Silvan Dillier
- 2014  Stefan Küng
- 2015  Dimitri Claeys
- 2016  Baptiste Planckaert
- 2017  Anthony Delaplace
- 2018  Thomas Stewart
- 2019  Ole Forfang
- 2020 wegen Corona-Pandemie abgesagt